# Maylandia elegans
Maylandia elegans är en fiskart som först beskrevs av Trewavas, 1935.  Maylandia elegans ingår i släktet Maylandia och familjen Cichlidae. IUCN kategoriserar arten globalt som livskraftig. Inga underarter finns listade i Catalogue of Life.